# История Квебека

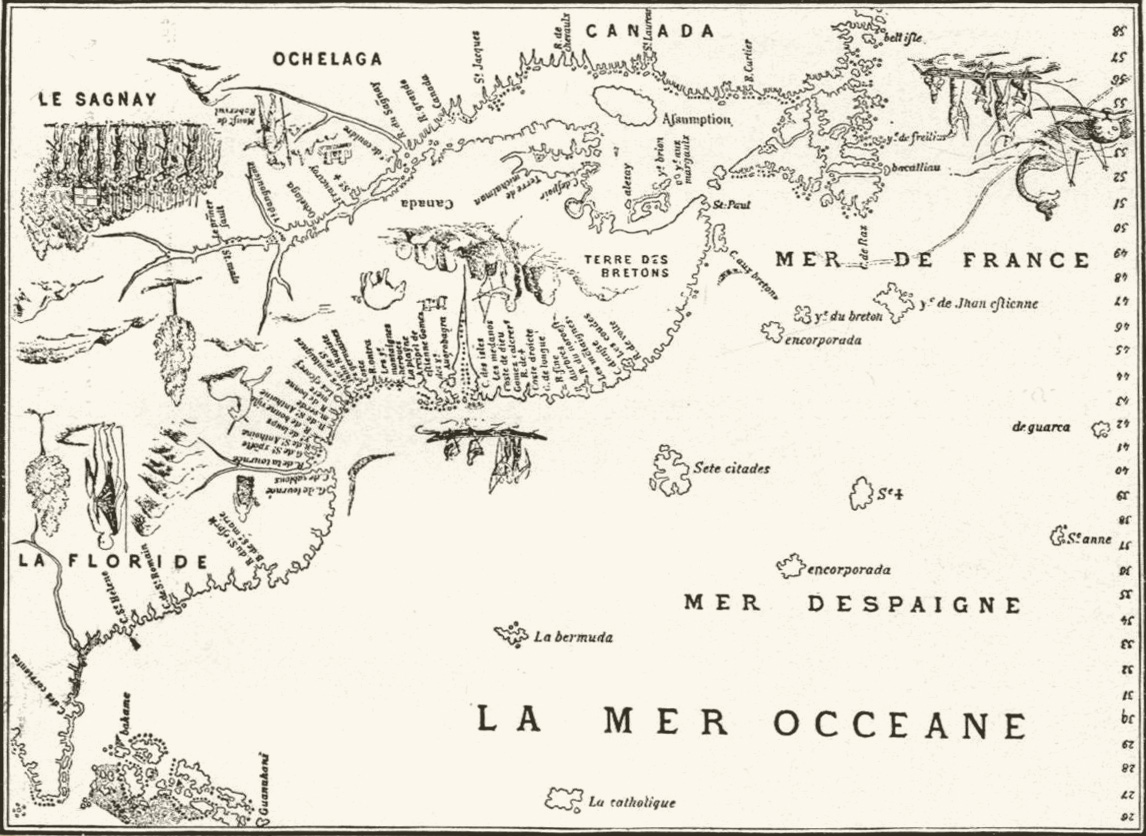
Берег Канады в XVI веке

История Квебека начинается с 1534 года, когда здесь была основана французская колония.
Квебек был колонией Франции с 1534 года по 1763 год под названием Новая Франция, а затем перешёл под управление Британской империи с 1763 года по 1931 год, до независимости Канады. Католическая церковь играла ведущую роль в развитии социально-культурных учреждений в Квебеке до начала 1960-х. Так называемая Тихая революция, начатая в 1960 году, характеризуется значительным увеличением роли правительства Квебека в управлении будущего политического, социального и экономического развития края.

## До французской колонизации Северной и Южной Америки (от предыстории до 1508)
Первые люди прибыли в Америку из Азии около 30 тыс. лет назад. Они пересекли узкий перешеек, который соединял северо-восток Азии и северо-запад Америки. Этот перешеек образовался в результате накопления воды в огромных ледниках, которые охватывали большую часть планеты. Археологические объекты в южной части провинции Квебек показали, что группы охотников проникли в долину реки Святого Лаврентия когда море Шамплена отступило около 10 тыс. лет назад. Они кочевали по этой территории в условиях, которые очень отличались от современных. Суровые климатические условия вызывались близостью ледников. Охотничьи группы использовали лодки и переносные жилища из кожи животных. Их излюбленной добычей были олени, хотя они охотились и на других млекопитающих, а также занимались рыболовством, которое дополняло их рацион.
Несколько тысячелетий спустя, индейцы постепенно расширили свою деятельность, максимально используя животные и растительные ресурсы. Они вели кочевой сезонный образ жизни, приспособленный для охоты, рыболовства и собирательства. Орудия труда индейцев были достаточно разнообразны: изделия из меди и каменные орудия. Медь добывалась на Лабрадоре и в Пенсильвании. Распространённость медных орудий демонстрирует высокую степень торговли и коммуникаций, которые будут продолжать расти до прибытия европейцев.
Находки керамики в долине реки Святого Лаврентия датируются 3 тысячелетием до нашей эры. Производство керамики было сосредоточено в основном на юге Квебека. Именно тогда американские индейцы с Великих озёр расширили свою торговлю в регионе. Ещё через тысячу лет первые инуиты прибыли на территорию провинции Квебек и заменили тунитов, которые на сегодняшний день исчезли. Миграция происходила постепенно, небольшими группами до десятков человек.
Сельское хозяйство в Северной Америке появилось в VIII веке, но лишь в XIV веке стало широко распространено в долине Св. Лаврентия. Ирокезы долины Святого Лаврентия выращивали кукурузу, тыкву, подсолнух и зерно.
Викинги обосновались в Америке около 1000 года и есть следы их присутствия до 1340 года, в основном в провинции Ньюфаундленд.
В начале XVI века, когда французы начали исследование Америки, около 30 тысяч индейцев проживало на территории, которая позже стала провинцией Квебек.

## Новая Франция(1508—1763)

### Французские исследования без успешной колонизации (1508—1607)

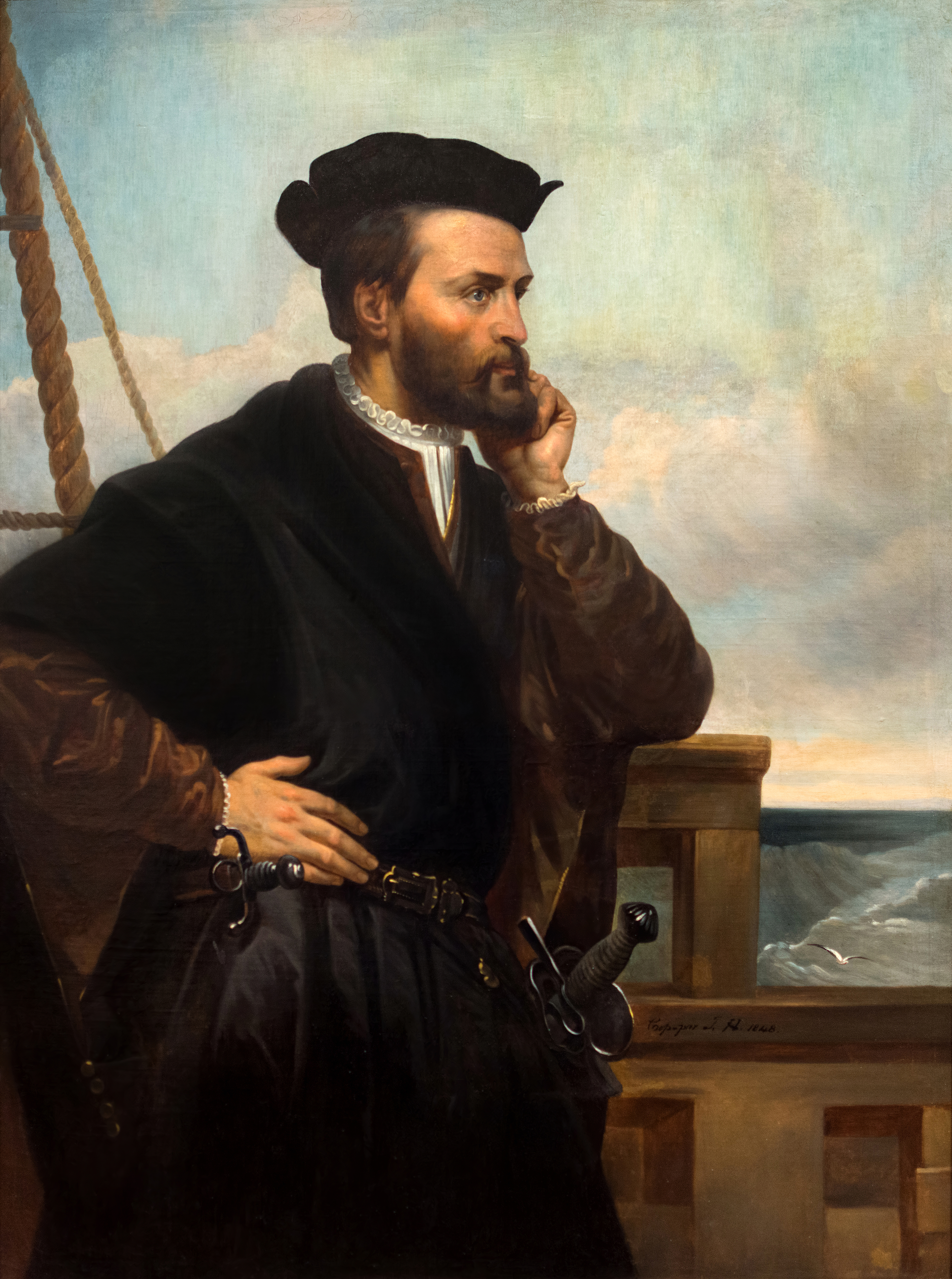
Портрет Жака Картье работы Теофиля Амеля, около 1844

Документированная история французской разведки началась в 1508 году. В 1508 году, спустя 16 лет после первого путешествия Христофора Колумба, Томас Обер, который участвовал в исследовательской экспедиции в регион Ньюфаундленда, привёз несколько индейцев во Францию. Это событие подтверждает, что с начала XVI века французские мореплаватели отваживались заходить в залив Св. Лаврентия.
До 1524 года не предпринималось каких-либо официальных экспедиций. Разыскивая короткий путь в Азию, Джованни де Верразано тщательно обошёл Атлантическое побережье Северной Америки от Флориды до Ньюфаундленда. Он не нашёл прохода в Азию, но его путешествие было использовано для подготовки экспедиции Жака Картье 10 лет спустя.
Король Франции, Франциск I захотел присоединится к странам Европы, которые недавно приступили к изучению Атлантики, чтобы найти путь в Китай и Индию. Поэтому он профинансировал экспедицию Жака Картье и поручил ему поиск «островов и земель, в которых можно найти в больших количествах золото, пряности и шелка». Считается, что Жак Картье стал первооткрывателем Канады, потому что он первый провёл систематические исследования.
Во время своего первого путешествия в 1534 году Жак Картье исследовал залив Святого Лаврентия, но посчитал, что пролив, отделяющий остров Антикости от полуострова Гаспе — это бухта. Таким образом, он пропустил открытие реки Св. Лаврентия. 23 июля, он поставил девятиметровый крест на полуострове Гаспе от имени Франции.
Во время своего второго путешествия в 1535 году, он проплыл по реке Св. Лаврентия до местности, где позже появился город Монреаль. 3 октября 1535 года он взобрался на гору, которую назвал Мон-Рояль. Затем он вернулся в Стадакону, где провёл зиму. Во время своего третьего путешествия в 1541 году Жак Картье, основал колонию Шарльсбург-Рояль, которая в следующем году была переименована во Франс-Руа. Исследователи попытались преодолеть пороги, которые заблокировали дальнейшие исследования.
Разочарованный тем, что он не нашёл ни пути в Азию, ни богатства, ни гостеприимных земель, Франциск I не захотел вкладывать деньги в разведку и колонизацию этих земель. Он приказал колонистам вернуться во Францию. Французы продолжали ловить здесь рыбу и торговать мехами с индейцами, но понадобилось 60 лет, чтобы предпринять новую попытку колонизации.

### Колонизация

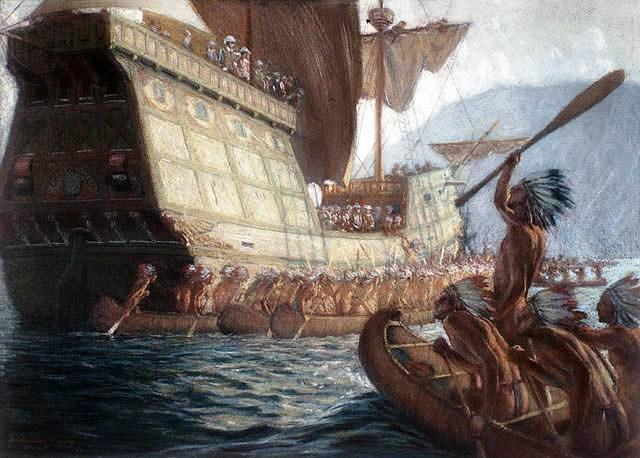
Прибытие Самюэля де Шамплена

После разочаровывающих результатов исследований Картье, когда не были найдены ни драгоценные металлы, ни путь в Азию, французское правительство не было заинтересовано в Канаде. Но французские рыбаки продолжали ловить рыбу в регионе Ньюфаундленда, в основном треску. Однако сушка трески требовала провести здесь некоторое время, прежде чем вернуться в Европу, что позволяло производить обмены с индейцами. Так родилась торговля пушниной. Постепенно эти обмены стали все более важными, возродив интерес к этой части Северной Америки. Именно купцы стали первыми основателями постоянных поселений в Акадии и долине реки Св. Лаврентия.
В отличие от рыболовства, пушной промысел требовал постоянного присутствия, чтобы построить выгодные отношения с коренными народами, которые являлись основой работы в этом бизнесе. Но постоянные поселения обходились дорого. Таким образом, французское правительство на раннем этапе предоставляло льготы для компаний, чтобы те смогли финансировать создание факторий. Как правило, король предоставлял монополию купцам, которые соглашались финансировать фактории.
В 1600 году Пьер Шавон основал торговый городок Тадуссак, при впадении реки Сагней в реку Св. Лаврентия. В первую зиму умерла большая часть немногочисленного населения. Именно в этой негостеприимной местности в 1603 году купец Де-Мон, который получил монополию на торговлю пушниной, пытался основать колонию сначала в устье реки Сен-Круа, а затем в Порт Рояль, но безуспешно.
В течение этого периода Самюэль де Шамплен, который работал на Де-Мона, провёл некоторые исследования. Он изучил Атлантическое побережье между Акадией и Кейп-Кодом, а затем прошёл вверх по реке Св. Лаврентия до местности, где сейчас расположен Монреаль. Во время путешествия он заметил, что ирокезы называют местность"Kébec". Великий путешественник принял к сведению преимущества этого места.

### Основание города Квебек

Географическая карта Новой Франции, составленная Самуэлем де Шамплейном в 1612 году

Колонизация Новой Франции реально начинается с основания Квебека Самюэлем де Шампленом в 1608 году. Шамплен, который сначала занимался рыбной ловлей в реке Св. Лаврентия, быстро понял выгоду торговли пушниной. Для облегчения этой торговли, он встретился с большой группой монтанье на временном посту в Тадуссаке в 1603 году, где заключил союз с этой группой алгонкинов. Он понимал важность постоянного поселения. Город Квебек стал первым крупным французским поселением в Америке. Эту местность он заметил в 1603 году, и по его мнению оно обладало рядом преимуществ: здесь было много меха; его было легко защищать из-за мыса Диаманд; кроме того, река здесь была узкой и можно было легко её контролировать; наконец, было много плодородных земель.
Колонизация началась, но продвигалась черепашьими темпами. Это было связано с тем, что французское правительство на самом деле не хотело инвестировать в колонию. Оно предоставило развитие колонии торговой компании, которая получила монополию на торговлю мехом, а со своей стороны должна была заселить территорию. Для компании это было не очень выгодно — использовать значительную часть своей прибыли, чтобы создать колонию для короля. По этой причине те компании, которые преуспели, всегда уклонялись от выполнения своих обязательств, и Новая Франция не развивалась. Шамплен приложил большие усилия для пропаганды развития этой территории. В 1618 году он представил меморандум для французских властей, в котором он сделал инвентаризацию всех ресурсов колонии. В конце концов создание кардиналом Ришельё Компании Новой Франции (Компания ста акционеров) позволило ста акционерам развивать Канаду.

### Правление компании Новой Франции (1627—1662)
В 1627 году кардинал Ришельё, дал Компании Новой Франции монополию на торговлю пушниной в обмен на обязательство колонизации Новой Франции. Каждый акционер инвестировал 3000 ливров, таким образом, начальный капитал составил 300 тыс. ливров. Компания получила монополию на 15 лет и за эти годы должна была привлечь в колонии 4000 человек. Король Франции попытался вновь колонизировать Новую Францию без вложения денег. В 1629 году должно было прибыть 400 человек, но флот попал в руки англичан в заливе Св. Лаврентия. Компания так и не оправилась после этого финансового удара. Кроме того, из-за растущей враждебности ирокезов торговля шла неважно. Почти разорённая Компания Новой Франции продала свою монополию Компании Жителей в 1645 году.
Во время правления компаний были основаны города Труа-Ривьер в 1634 году и Монреаль в 1642 году. Тем не менее, колония осталась малонаселённой, а в 1662 году, спустя 54 года после основания города Квебек, в колонии жило только 3000 человек. Причины медленных темпов колонизации были следующими:
- Отсутствие силы отталкивания во Франции, которая побуждала бы французов эмигрировать;
- Слабая притягательность колонии из-за сурового климата;
- Ирокезская враждебность;
- Экономика на основе единственного ресурса, который не требовал большого количества рабочей силы.
- Неспособность тысяч гугенотов осесть во французских землях Америки, особенно после отмены Нантского эдикта. Те, кто пересёк Атлантику, поселились в Новой Англии.

### Королевское правление
В 1663 году король Франции Людовик XIV отметив неспособность частных компаний колонизировать Канаду, превратил Новую Францию в королевскую колонию. Король-Солнце (как называли Людовика XIV) вместе со своим морским министром Жан-Батистом Кольбером создал новые административные структуры. Король послал в Квебек Жана Талона, чтобы иметь в провинции «глаза и руки короля». И наконец, он организовал Суверенный Совет.
Даже несмотря на несовершенство этих мер и небольшой доход провинции, лицо Новой Франции за несколько лет полностью изменилось. Благодаря политике первого интенданта Жана Талона, население значительно выросло. В 1666 году, согласно первой переписи населения, в Новой Франции насчитывалось 3215 человек, в 1760 году население составило уже более 70 тыс. человек. На протяжении всех этих лет в колонию прибыло чуть менее 10 тыс. иммигрантов, из чего следует, что основная часть прироста населения обеспечивалась рождаемостью.
Торговля мехами оставалась движущей силой экономической активности, несмотря на то, что правительство стремилось диверсифицировать экономику. Торговля мехом привела французов и канадцев вглубь континента, строились укреплённые аванпосты. Именно тогда Новая Франция достигла своих максимальных размеров. Её земли занимали гораздо большую площадь, чем все английские колонии вдоль восточного побережья Атлантического океана, однако Новая Франция оставалась малозаселённой, что делало её очень уязвимой.
На протяжении этих лет было 4 конфликта между английскими и французскими колониями. В Семилетней войне (1756—1763) французские колонии потерпели окончательное поражение.
Происходили многочисленные столкновения между Новой Францией и английскими колониями в течение всего периода колониального господства. После ряда таких конфликтов Новая Франция вынуждена была уступить британским колониям или испанским колониям Мексики часть своих территорий.

### Переход под британское правление
Окончательный переход колоний в Северной Америке под правление Великобритании произошёл в середине XVIII века, когда британцы решили расширить свои колонии за счёт Новой Франции и избавиться от своего единственного конкурента в Северной Америке. В то время как население Новой Франции насчитывало 60 тыс. человек, в британских колониях проживало более 2 млн человек. Кроме того, Великобритания имела большой перевес на море и могла снабжать свои земли всем необходимым. После короткого боя британские колонисты захватили Квебек (в 1759 году) и Монреаль (в 1760 году). Французская колония была завоёвана.
Поражение было неизбежным ввиду неравенства сил. Успешная иммиграция в британские колонии была вызвана двумя условиями, которых не хватало французской колонии:
- Наличие сил отталкивания в метрополии: религиозные преследования в Великобритании побудили некоторых британских подданных уехать в Америку в поисках лучшей жизни;
- Привлекательность земель сельскохозяйственного назначения в сочетании с мягким климатом в британских колониях.

Французское поражение было закреплено Парижским договором в 1763 году. В это время Франция должна была выбирать между своей колонией Новая Франция или карибскими колониями. Выбор был сделан в пользу Карибского бассейна в связи с наличием легкодоступных природных ресурсов, а также потому, что Франция была не в состоянии защищать огромные колонии Новой Франции от процветающих британских колоний.

## Британское правление

### Королевская декларация 1763 года
После завоевания британские власти хотели получить полный контроль над колонией и ассимилировать французских поселенцев-католиков. Королевская декларация 1763 года оформила британское правление Квебеком, установила законодательные и нормативные условия для достижения вышеуказанных целей.
Британские законы должны были стать оформлением британского правления провинцией Квебек. Было решено распространить британское право также на уголовное и гражданское законодательство Квебека. Губернатор Мюррей также ввёл обязательную процедуру отказа от католической веры при занятии должности в администрации. Также поощрялось создание протестантских школ и иммиграция из Англии.
Тем не менее, в последующие годы два фактора сорвали планы британской администрации:
- Отсутствие привлекательности потенциальных британских колоний для переселенцев: они предпочитали селиться в старых британских колониях, где находили свой язык и культуру (и более тёплый климат). Таким образом, в последующие годы, население новой английской колонии состояло из франкоканадцев более чем на 95 %.
- Турбулентность в бывших британских колониях, вызванная следующими условиями:
  - Введение новых налогов, взимаемых Великобританией, чтобы оплатить расходы Семилетней войны.
  - Авторитарное правление Лондона в колониях.

### Квебекский Акт(1774)
Квебекский Акт был принят через 4 месяца после Бостонского Чаепития. Это стало ответом на начавшееся повстанческое движение. В Квебеке жило 90,000 франкофонов и только 2000 британцев. Чтобы предотвратить восстание в Квебеке и особенно избежать присоединения франкоканадцев к Войне за Независимость США, британская администрация пошла на следующие уступки:
- Дала франкофонам право использовать французский Гражданский кодекс, применительно к вопросам наследования имущества, завещаний и наследства.
- Гарантировала им право исповедовать свою религию и отменила клятву, исключавшую назначение католиков на должности судьи и государственного служащего.
- Расширила территорию провинции Квебек, присоединив регионы Великих Озёр,Огайо и Лабрадора.

Великобритания добилась своего: духовенство и верхушка общества не поддержали американскую революцию, и когда американские борцы за независимость в 1775 году вторглись в Квебек (Экспедиция Арнольда), франкоканадцы их не поддержали.
Тем не менее, многие франкоканадцы участвовали в Войне за независимость на стороне Соединённых Штатов, в частности Клеман Госслин и Луи-Филипп де Водрёль. Некоторые участвовали в Битве при Саратоге в 1777 году и в Битве при Йорктауне в 1781 году.
Британское поражение, нанесённое Лафайетом и Вашингтоном, дало американцам независимость. Это заставило 50 тыс. лоялистов бежать в Канаду, что стало предпосылкой создания англоязычной Канады.

### Конституционный акт 1791 годаи создание Верхней и Нижней Канады

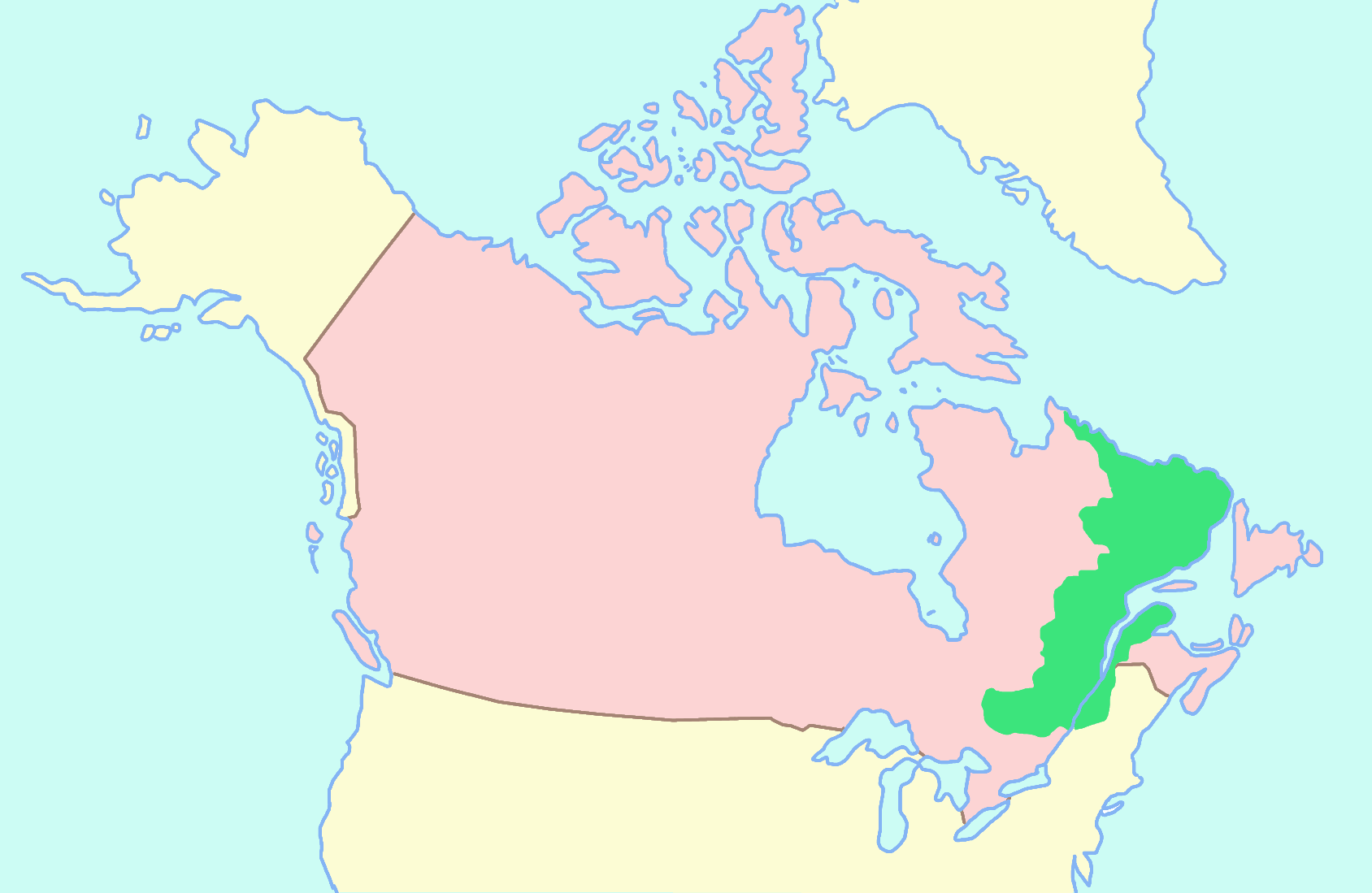
Нижняя Канада после Конституционного акта 1791

Однако вскоре англичане почувствовали себя некомфортно среди франкоязычного большинства и стали настаивать, чтобы британские власти уменьшили те льготы, которые были предоставлены франкоканадцам Актом 1774 года.
В 1791 году, после обращения лоялистов, британцы приняли Конституционный акт 1791 года, который разделял Канаду на два политических образования: преимущественно франкоязычную Нижнюю Канаду и Верхнюю Канаду (к западу от реки Оттава), где преобладал английский язык. Эта организация предоставила некоторые элементы демократии политической жизни в колонии, потому что определённые политические должности избирались, но окончательный контроль за принятием политических решений остался в руках метрополии. Не существовало ответственности министров, которая сделала бы их ответственными перед избирателями.

### Восстание патриотов(1837—1838)

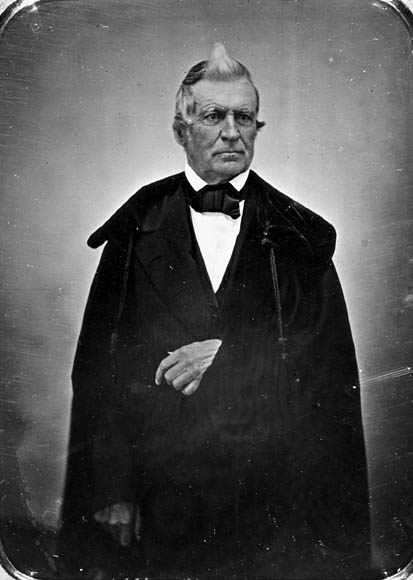
Луи-Жозеф Папино около 1852

Через некоторое время франкоканадцы высказали своё недовольство ограниченными полномочиями, предоставленными им Актом 1791 года. Основные события развернулись после 1834 года. Патриотическая партия во главе с Луи-Жозефом Папино, внесла на голосование в законодательной ассамблее Нижней Канады 92 резолюции, документ который суммировал все жалобы, накопленные франкоканадцами с 1791 года. Документ был отправлен в Лондон и рассмотрен британскими чиновниками. Ответ пришёл в 1837 году и усиливал полномочия губернатора за счёт ассамблеи.
Сложилось протестное движение, которое было далеко не единодушным и довольно умеренным, оно в целом исключало применение силы для достижения результата. Но в 1837 году и 1838 году, движение переросло в вооружённый мятеж, известный как восстание патриотов. Это восстание было подавлено силой британской армии. Это было не просто франкоканадское националистическое движением, но часть широко охватившей Европу революционной волны, поднятой революцией во Франции. Подобное восстание имело место в англоязычной Верхней Канаде, но также было подавленно британской армией.

### Акт о Союзе (1840)
В 1840 году в ответ на восстание патриотов и после доклада Дарема, в котором был сделан вывод, что проблемы Канады были вызваны в основном из-за наличия двух культурных групп в регионе, британский парламент принял Акт о Союзе, объединявший обе Канады и принявший меры по ассимиляции франкоканадцев. Обе законодательные ассамблеи были сведены в одну палату, в которой франкоканадцы имели меньшинство голосов.
На выборах 1841 года, лидер франкоканадцев в палате Луи-Ипполит Лафонтен заключил союз с лидером группы английских реформаторов. Франкоканадцы поддержали проекты экономического развития, предложенные англичанами, в свою очередь англичане поддержали законы по сохранению французского языка и культуры. Коалиция одержала победу на выборах.
В 1848 году эта же коалиция получила от Лондона поддержку идеи ответственного перед избирателями Канады правительства. Ещё со времён французского правления, основные доходы поселенцы, как правило, получали от сельского хозяйства и торговли мехами. Под управлением британцев ситуация принципиально не изменилась, но к 1830 году экономическая ситуация стала ухудшаться в связи с нехваткой сельскохозяйственных земель из-за возросшего населения, почвы начали истощаться из-за слишком долгого интенсивного использования, к тому же, объёмы торговли мехами снизились.
В 1842 и 1846 годах экономическая ситуация ухудшилась, когда Великобритания ввела протекционистские тарифы на канадскую пшеницу и древесину, вместо практиковавшейся ранее свободной торговли. Всё это создало сложную экономическую ситуацию в колонии. Для выхода из кризиса были приняты следующие меры:
- Диверсификация культур;
- Колонизация новых земель, таких как Оттава, Сагней, Гаспе и восточные регионы.
- Лесная промышленность заменила доходы от торговли мехами, потому что Англия нуждалась в лесе, чтобы заменить древесину ранее поступавшую из региона Балтийского моря, поставки которой оказались прерванными из-за блокады, организованной Наполеоном.
- Временная или постоянная миграция в Соединенные Штаты;
- Исход из сельской местности в города, где промышленность начала набирать обороты, особенно в области переработки леса и судостроения.

## Квебек в конфедерации (1867-настоящее время)

### Акт о Британской Северной Америке (1867)

Канада и территория Квебека

В 1860-х годах назрела необходимость устранения серьёзных проблем:
Закон о Союзе 1840 года не принёс ожидаемых результатов. С политической точки зрения:
- франкоканадцы по-прежнему не ассимилировались, но стали ещё более многочисленными;
- политическая система воспроизводила только правление меньшинства, которое не удовлетворяло ни англофонов, ни франкофонов.

С экономической точки зрения:
- Канада отставала в промышленном отношении от США из-за колониальной политики Соединенного Королевства, которая способствовала производству промышленных товаров в метрополии;
- Канада потеряла свой привилегированный доступ на рынок Великобритании с отменой льготных тарифов, ранее предоставленных Соединенным Королевством для канадского сырья;
- Канада не была достаточно населённой, чтобы поддержать появление эффективной экономики, в отличие от Соединенных Штатов, имевших большой внутренний рынок.

Было принято решение разделить Канаду на провинции: Онтарио — для англофонов, Квебек — для франкофонов, Кроме того, были присоединены британские колонии Нью-Брансуик и Новая Шотландия. Это рождение новой Канады было оформлено Актом о Британской Северной Америке от 1867 года. Каждая из сторон получила удовлетворение: англофоны получили больше провинций и большинство на федеральном уровне, франкофоны получили большинство в провинции Квебек с необходимыми инструментами для защиты своего языка и культуры, было учреждено единое правительство для всей Канады, что создало условия для ускоренного развития экономики и строительства железных дорог с запада на восток. После 1867 года Канада не была ещё полностью суверенной, но она могла контролировать свои финансы, внутреннюю политику и торговлю, хотя внешняя политика осталась в ведении Великобритании.
Столицей провинции Квебек стал город Квебек, который с 1608 года по 1627 год и с 1632 года по 1763 год был столицей французской Канады и всей Новой Франции, с 1763 года по 1791 год столицей провинции Квебек, с 1791 года по 1841 год столицей Нижней Канады, с 1852 года по 1856 год и с 1859 года по 1866 год столицей провинции Канада.

### Национальная политика и промышленное развитие провинции Квебек (1879—1896)
Экономический кризис 1873 года серьёзно сказался на экономике Канады и провинции Квебек. Население начало сомневаться в эффективности экономического развития Канады.
В 1879 году, чтобы оживить экономику и заставить замолчать критиков, федеральное правительство, возглавляемое консерватором Джоном Макдональдом, приняло программу национальной политики. Основными аспектами этой политики были:
- Введение тарифов 30—35 % на ввоз промышленных товаров, чтобы содействовать индустриализации Канады;
- Продление железной дороги во второстепенные города и на запад для содействия торговле;
- Поддержка иммиграции для развития западных регионов и увеличения размера канадской экономики.

Национальная политика имела позитивные последствия, которые проявились в:
- Промышленном развитии Канады и провинции Квебек;
- Увеличении продуктивности сельского хозяйства и исходе населения в городские центры, в частности, в Монреаль, где была сосредоточена промышленность провинции Квебек;
- Появлении промышленной буржуазии и канадских банков;
- Развитие организованного рабочего движения в целях улучшения условий для работников, которые часто работали в небезопасных условиях, и за нищенскую зарплату.

Оноре Мерсье (у власти с 1887 по 1891 г.) был первым премьер-министром Квебека, который получил возможность проводить политику национализма в Квебеке и требовать, чтобы федеральное правительство не вмешивалось в области провинциальной юрисдикции.

### Промышленное развитие Квебека (1896—1918)
В это время Квебек начинает использовать свои богатые природные ресурсы. Хотя предыдущий период был отмечен развитием лёгкой промышленности, что не требовало большого капитала и в основном предназначалось для внутреннего потребления, в период 1896—1918 гг. началось развитие отраслей промышленности требующих больших капиталовложений и направленных в основном на экспорт: гидроэнергетика, целлюлоза и бумага, алюминий и химикаты.
Так как Квебек не располагал капиталом, необходимым для развития этих отраслей, он должен был создать правовую среду, благоприятную для иностранных инвестиций и надо было признать, что его экономика частично контролируется иностранцами. Инвесторы, которые предоставляли капитал в промышленность Квебека, были в основном англичане, а с 1914 года к ним присоединились американцы.
Этот период характеризуется:
- Сильным перетоком населения из села в город;
- По-прежнему высокой иммиграцией под руководством национальной политики, принятой в 1879 году: потоки иммиграция поступали в основном из Великобритании, но также из Италии, Греции и Польши;
- Эмиграция в США сокращается, так как люди могли найти работу на заводах в Квебеке;
- Профсоюзное движение набирало силу благодаря хорошему состоянию экономики, но по-прежнему охватывало лишь квалифицированных работников, неквалифицированных рабочих слишком легко было заменить;

Канадские националисты и франкоканадцы объединились вокруг Анри Бурасса. Первоначально Бурасса был сторонником канадского национализма, который стремился к освобождению Канады от Великобритании. Следует помнить, что Канада, созданная в 1867 году, не была полностью суверенной. В частности, внешняя политика по-прежнему контролировалась Великобританией. Так, в 1914 году именно Соединённое Королевство втянуло Канаду в Первую мировую войну.
В течение этого периода Бурасса считал, что франкоканадцы и англоканадцы могут жить в гармонии в единой Канаде. После некоторых политических столкновений между франкоканадцами и англоканадцами (например, закон, ограничивавший использование французского языка в провинции Онтарио, и, в особенности, призыв во время Первой мировой войны), Анри Бурасса приходит к франкоканадскому национализму и становится ярым защитником прав франкоканадцев. Разногласия между франкофонами и англоканадцами в отношении воинской повинности ещё сильнее отдалили друг от друга две языковые общности Канады, в том числе, в политическом плане.
В течение ближайших десятилетий деятельность Анри Бурасса стала ключевой в определении курса франкоканадского национализма.

### Результат промышленного развития (1919—1928)
В дополнение к существовавшим отраслям в этот период появляется горная промышленность. Англия была занята восстановлением собственной экономики и не могла финансировать промышленное развитие Канады, поэтому в экономику страны стал все более проникать капитал из США.
После войны в Канаде начался период рецессии. Поскольку экономика США не пострадала, туда в поисках работы мигрировали 130 тыс. квебекцев. Этот исход иссяк в 1925—1926 годы, когда началось улучшение в экономике Квебека.
На идеологическом уровне существовали две конкурирующие тенденции:
- Либерализм, олицетворяемый премьером Луи-Александром Ташеро. В основе либерализма лежала идея, что материальный прогресс — это хорошо для общества, и что достичь его можно посредством экономического и особенно промышленного развития. Этой позиции придерживались либеральная партия, промышленники и деловые люди.
- Духовный национализм, воплощённый аббатом Лионелем Гру, который выступал за важность семьи и контроль образования; католическую религию, которая определяет ценности; сельское хозяйство, которое должно быть фундаментом экономики в противовес индустриализации и урбанизации. Тем не менее, некоторые сторонники этой идеологии, например, Оливар Асселен, Эдуар Монтпети признавали некоторую ценность умеренной индустриализации .

1920-е годы характеризовались урбанизацией, процветанием, обогащением и увеличением потребления промышленных товаров. Этот период экономического роста резко прекратился с началом Великой депрессии 1929 года.
В 1920 г. провинцию всколыхнуло убийство малолетней Авроры Ганьон её мачехой и родным отцом. Судебный процесс над убийцами получил широкую общественную огласку и привлёк внимание к проблеме семейного насилия. Созданные по материалам этой истории театральная пьеса и два фильма оставили заметный след в квебекской культуре и стали одними из самых кассовых в местной истории.

### Великая депрессия и Вторая мировая война (1929—1945)
Великая депрессия 1929 года сильно ударила по Квебеку, как и по всем другим промышленно развитым странам. С 1929 года по 1933 год (в разгар депрессии), безработица увеличилась c 3 % до 25 %, а заработная плата снизилась на 40 %.
В 1931 году Канада получила полный суверенитет по Вестминстерскому статуту и стала хозяйкой своей внешней политики, которая ранее находилась в руках Соединённого Королевства. Однако Канада по-прежнему медленно принимала символы суверенного государства. Так, в стране и после 1931 года сохранились гражданство, флаг и национальный гимн Великобритании. Разумеется, франкоканадцев Квебека не устраивали эти пережитки колониального прошлого, и именно они инициировали дискуссии, которые привели Канаду к постепенному отходу от британских атрибутов колониализма. В 1947 году было введено национальное гражданство, в 1964 году флаг, а в 1980 году — национальный гимн.
В 1930-е франкоканадский национализм, который проповедовал Анри Бурасса, постепенно превращается в Квебекский национализм, так как в других провинциях франкоканадцы ассимилировались. Был сделан вывод, что только правительство провинции может защитить их от ассимиляции. Кроме того, Квебекский национализм усиливался экономической депрессией, поскольку считалось, что федеральное правительство слабо реагирует на сложившуюся ситуацию.
С началом Второй мировой войны депрессия начала проходить. Война привела к почти неограниченному спросу на продукты питания, одежду, оружие и боеприпасы. В стране постепенно восстанавливается экономическая ситуация, снижается уровень безработицы, увеличивается заработная плата .
Тем не менее, война увеличила разрыв между английской и французской Канадой. В отличие от англоканадцев, франкоканадцы не поддержали участие канадских войск в войне в Европе. В 1939 году, готовясь объявить о вступлении Канады в войну, премьер-министр Макензи Кинг пообещал франкоканадцам, что они не будут призываться против их воли. Однако в 1942 году, ощутив растущую потребность в рабочей силе, федеральное правительство провело плебисцит и обратилось ко всем канадцам с просьбой освободить его от своего обещания, данного франкоканадцам. Квебек отклонил большинством в 71 % (85 % франкофонов), а канадцы из других провинций согласились большинством в 80 %. Многие квебекцы поняли, что их число уже недостаточно, чтобы быть услышанными в Оттаве, что ещё больше усилило квебекский национализм.

### Период Дюплесси (1945—1960)

Флаг Квебека принятый во время правления Мориса Дюплесси

Этот период характеризуется долгим правлением Мориса Дюплесси, премьер-министра Квебека. Политические идеи Дюплесси:
- Ультраконсерватизм, который проявлялся в тесном контакте с работодателями и в частности, с американскими компаниями, которые вкладывают значительные средства в Квебек;
- Ультраконсервативная социальная политика оставляла мало места для вмешательства государства в области образования, здравоохранения и поддержки уязвимых групп населения, консервативная образовательная политика, значительная часть образования по-прежнему оставалась под контролем католической церкви;
- Вызов тенденции централизации. Федеральное правительство расширило федеральное налогообложение за счёт полномочий провинций, особенно во время войны. В 1945 году правительство собирало 83 % налогов, в то время как провинции 7 %, а муниципалитеты 10 %[1]. Пользуясь своими финансовыми средствами, федеральное правительство вмешивалось в области провинциальной юрисдикции. Морис Дюплесси категорически возражал против такого вмешательства. Чувство квебекского национализма выразилось в создании партии, выступавшей за независимость Квебека.

С экономической точки зрения в этот период отмечается процветание Квебека. Заработная плата растёт быстрее, чем инфляция, улучшаются условия труда, появляются оплачиваемый отпуск и пенсионные планы. Квебек перенимает американский образ жизни. Количество обладателей автомобилей и бытовой техники (холодильников, электрических плит, радиоприёмников, телевизоров и телефонов) быстро возрастает.
В то же время, некоторые[кто?] называют этот период «Великой тьмой» (фр. Grande Noirceur), поскольку политический курс Дюплесси отличался ультраконсервативной социальной политикой, католическим клерикализмом, антикоммунизмом, подавлением рабочего движения и коррупцией.

### Реформы в Квебеке

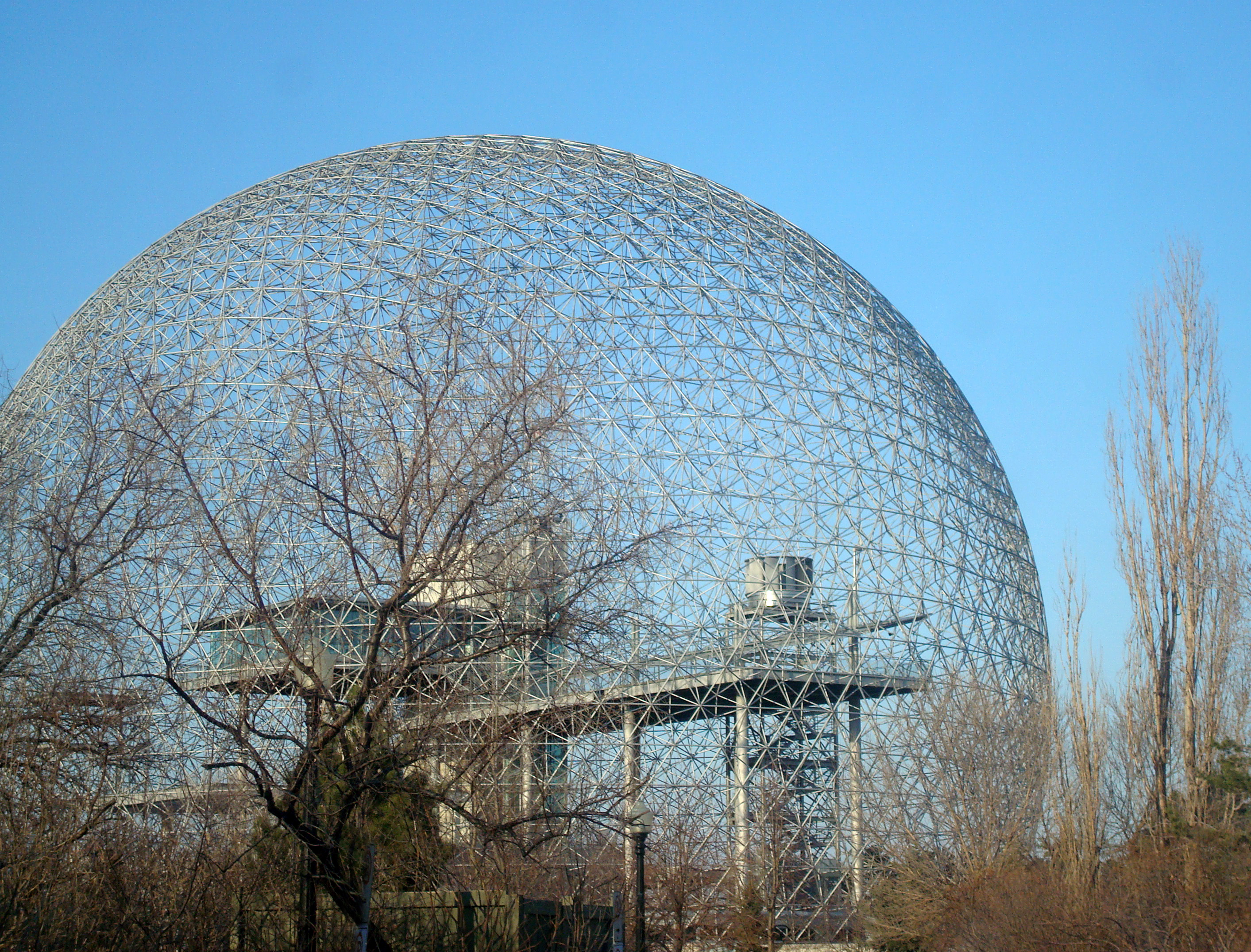
Expo 67

В 1960 году, после прихода к власти в Квебеке Либеральной партии во главе с Жаном Лесажем, начался период серьёзных экономических, политических и социальных реформ. Этот период часто называют «Тихой революцией».
Квебек увидел новый период процветания. Заработная плата продолжает расти быстрее, чем инфляция и массовое вступление женщин на рынок труда серьёзно увеличило доходы домохозяйств. Под влиянием американских телесериалов американский образ жизни получает широкое распространение в провинции Квебек, потребление стремительно растёт. Рост доходов населения также повысил поступления налогов, обеспечивших проведение многих реформ, которые осуществлялись в течение этого периода.
В 1961 году контроль над экономикой Квебека переходит к франкофонам. 45 % компаний, созданных в Квебеке, принадлежали иностранным инвесторам, 47 % — англоканадцам и лишь 7 % находились под контролем франкофонов. Для повышения контроля над экономикой Квебека, провинциальное правительство приступает к осуществлению программы национализации и создания государственных предприятий. Наибольший резонанс получила национализация гидроэнергетики на территории провинции. Были созданы государственные инвестиционные фонды, такие как Caisse de dépôt et placement du Québec (Фонд депозитов и инвестиций Квебека) и la Société générale de financement (Центральное общество финансирования) (SGF). Государственные предприятия в сочетании с сильным ростом государственной деятельности в области здравоохранения и образования создали руководящие должности, которые занимали преимущественно франкофоны, что позволило создать класс франкоязычных бизнесменов. Однако государство принимало и непосредственное участие (субсидии, беспроцентные займы, помощь при экспорте и т. д.) в целях содействия развитию франкоязычной буржуазии.
Рост провинциального государственного аппарата и рост государственного вмешательства в экономику вызывал множество трений с федеральным правительством, особенно принимая во внимание то, что федеральное правительство было сторонником централизации.
Английская Канада была обеспокоена изменениями, происходящими в квебекском обществе. В 1963 году премьер-министр Канады Лестер Пирсон задал знаменитый вопрос: «Чего хочет Квебек?» и создал Королевскую комиссию по двуязычию и бикультурализму (фр. Commission royale d'enquête sur le bilinguisme et le biculturalisme), чтобы попытаться ответить на этот вопрос и предложил меры для удовлетворения потребностей квебекцев. Осуществление мер только увеличило разрыв между англоканадцами и франкоканадцами Квебека. Англоканадцы считали, что уступки франкофонам чрезмерны, в то время как квебекцы считали, что уступки явно не достаточны и не удовлетворяют их потребностям.
В результате постоянных трений между федеральным правительством и правительством провинции, квебекское националистическое движение превращается в движение за независимость. В 1968 году сепаратисты под руководством Рене Левека объединились в Квебекскую партию. В 1966 году сепаратистские партии собрали 8 % голосов избирателей, в 1970 — 23 %, в 1973 году — 30 %. Однако, этих результатов было недостаточно для захвата власти (у власти оставалась Либеральная партия), несмотря на значительный рост сепаратистской идеологии в Квебеке.
В 1967 году генерал де Голль во время поездки в Канаду сказал, что готов признать независимый Квебек и произнёс знаменитую фразу «Да здравствует свободный Квебек!» перед восторженной толпой в Монреале.
Некоторые люди выбрали путь насилия для выражения их стремления к политическим изменениям. Однако, эти акты насилия со стороны Фронта освобождения Квебека (FLQ) были редкими, разрозненными и широко осуждались. В октябре 1970 года террористическая группа похитила британского дипломата Джеймса Креста и министра труда Квебека Пьера Лапорта. Лапорт был найден мёртвым, на этом террористическая деятельность закончилась. Эти события вошли в историю как Октябрьский кризис. В 1976 году к власти в провинции пришла Квебекская партия.

### Квебек в поисках идентичности (1976 — настоящее время)
Период быстрого обогащения был завершён. Несколько факторов способствовало стабилизации и даже во многих случаях сокращению покупательной способности в Квебеке:
- Нефтяные кризисы 1973—1974 и 1979 годов, ускорение темпов инфляции и повышение процентных ставок;
- Экономический рост уменьшился;
- Для финансирования программ, проводимых в период 1960—1975, были увеличены налоги;
- Правительства столкнулось с дефицитом доходов и сократило некоторые социальные программы;
- Глобализация оказывала понижательное давление на заработную плату.

В 1994 году Канада подписала важное соглашение о свободной торговле с США — Соглашение о свободной торговле в Северной Америке (НАФТА). Споры вокруг переговоров по этому соглашению ещё раз показали разногласия между английской и французской Канадой. Англоканадцы, как правило, выступали против соглашения, а квебекцы поддерживали его. Благодаря решимости премьер-министра Брайана Малруни, который был квебекцем, договор был заключён.
Экономика провинции Квебек по-прежнему сильно зависела от традиционных секторов, таких, как производство мебели и текстильной промышленности которые успешно приспосабливались к свободной торговли и глобализации. По статистике, соотношение занятых и безработных в 2006 году было одним из лучших в истории Квебека.
Растущая мощь транснациональных корпораций и глобализации подрывали способность государственного вмешательства в экономику Квебека. Правительство Квебека, которое постоянно вмешивалось в 1960-х и 1970-х годах в экономику, стало постепенно сдавать позиции, предоставляя большую свободу предпринимателям.
С 1976 года по настоящее время Квебекская партия (сторонники независимости) и Либеральная партия Квебека (которая не поддерживает сепаратистских настроений) чередовались у власти. Квебекская партия правила 1976 года по 1985 год, с 1994 года по 2003 год, с 2012 года по апрель 2014 года, тогда как Либеральная партия с 1985 года по 1994 год, с 2003 года по 2012 год, с апреля 2014 года по настоящее время.
В 1976 году на выборах победила Квебекская партия, которая открыто выступала за независимость Квебека. Во время предвыборной кампании партия обещала, что не объявит независимости Квебека, пока не будет проведён референдум. В первые годы Квебекская партия была успешной и правительство провело ряд популярных законов (Закон о защите французского языка, закон о финансировании политических партий, закон о Возмещении ущерба жертвам дорожно-транспортных происшествий, закон об охране сельскохозяйственных земель, а также ряд других законов социал-демократической направленности).
Вернувшаяся в 1985 году к власти Либеральная партия Квебека стремилась к реформе Конституции Канады с тем, чтобы добиться для Квебека более широкой автономии. Однако компромиссные соглашения федеральным правительством во главе с Б. Малруни и другими провинциями (известные как «Соглашение на озере Мич» и «Шарлоттаунское соглашение») так и не были ратифицированы: англоязычным канадцам они представлялись слишком широкой уступкой квебекцам, а с точки зрения квебекцев, напротив, они давали слишком мало.
В 1980 году (Референдум о независимости Квебека (1980)) и 1995 году (Референдум о независимости Квебека 1995) Квебекская партия предложила Квебеку подтвердить своё стремление к независимости в ходе референдума. Несмотря на удовлетворение квебекцев правлением Квебекской партии и частые ссоры с федеральным правительством, Квебек отклонил предложения о независимости 59,5 % голосов в 1980 году и 50,4 % голосов в 1995 году.